# Гаврилова Лідія Володимирівна
Лідія Володимирівна Гаврилова (нар. 4 листопада 1968, смт. Перещепине Новомосковського району Дніпропетровської області) — Голова Державної аудиторської служби України (2015–2019).

## Освіта
У 1992 році закінчила Дніпропетровській державний університет за спеціальністю «Економіка та соціологія праці» та здобула кваліфікацію економіста. У 2007 році закінчила Дніпропетровський національний університет за спеціальністю «Державна служба» та здобула кваліфікацію магістра у галузі державного управління. Має ступінь кандидата економічних наук.

## Кар'єра
1986–1989 – студентка Дніпропетровського державного університету.
1990–1991 – державний податковий інспектор Державної податкової інспекції у П’ятихатському районі  ДПА у Дніпропетровській області.
1991–1993 – головний бухгалтер на підприємствах та установах П’ятихатського району Дніпропетровської області.
У грудні 1993 – розпочала трудову діяльність в органах державного фінансового контролю на посаді заступника начальника контрольно-ревізійного відділу в П’ятихатському районі Дніпропетровської області.
2002-2010 – начальник контрольно-ревізійного відділу в м. Жовті Води Дніпропетровської області.
2012-2013 – начальник відділу інспектування у сфері матеріального виробництва та фінансових послуг Держфінінспекції в Дніпропетровській області.
2014-2015 – заступник начальника відділу контролю паливно-енергетичного комплексу Департаменту контролю у сфері матеріального виробництва та фінансових послуг Державної фінансової інспекції України.
З липня по грудень 2015 року – Голова Державної фінансової інспекції України.
З 2015 року  по 29 вересня 2019 року – Голова Державної аудиторської служби України.
23 січня 2018 року Гавриловій повідомлено про підозру у вчиненні злочину за ч.3 ст.368-2, ст.366-1 Кримінального кодексу України. Розслідування наведених фактів детективи НАБУ розпочали в січні 2017 року за власними напрацюваннями. Солом'янський районний суд Києва 25 січня 2018 року обрав запобіжний захід у вигляді особистого зобов'язання до 25 березня 2018 для голови Державної аудиторської служби України Лідії Гаврилової, яку підозрювали у незаконному збагаченні і декларуванні недостовірної інформації.
У травні 2020 року Вищий антикорупційний суд закрив кримінальне провадження за звинуваченням колишнього голови Державної аудиторської служби Лідії Гаврилової «через закінчення строків давності».

## Відомчі заохочувальні відзнаки
- Почесна грамота виконавчого комітету Жовтоводської міської ради Дніпропетровської області у 2008 році
- Подяка Голови ГоловКРУ України у 2009 році
- Нагрудний знак Державної фінансової інспекції України "Знак пошани"[7] у 2015 році
- Почесний знак Профспілки працівників державних установ України «За соціальний діалог» у 2018 році
- Подяка Київського національного торговельно-економічного університету у 2018 році
- Відзнака Міністерства оборони України – медаль «За сприяння Збройним Силам України» у 2018 році
- Почесна грамота Кабінету Міністрів України у січні 2019 року

## Наукові праці
1. Гаврилова Л.В. Видатки бюджету як складова суспільного розвитку. Економічний вісник університету. Переяслав-Хмельницький державний університет імені Григорія Сковороди. 2016. № 31/1. С. 300-309. (0,6 друк, арк.) 

2. Гаврилова Л.В. Бюджетний механізм соціально-економічного розвитку країни. Бізнес Інформ. 2017. № 11. С. 341-345. (0,4 друк, арк.)

3. Гаврилова Л.В. Формування бюджету в країнах з розвинутою економікою. Інвестиції: практика та досвід. 2018. №16. С. 46-51. (0,4 друк, арк.)

4. Гаврилова Л.В. Бюджетна політика у системі державного регулювання економіки. Агросвіт. 2019. № 3. С. 62-70. (0,6 друк, арк.)

5. Гаврилова Л.В. Перспективне бюджетне планування як складова бюджетного процесу. Інвестиції: практика та досвід. 2019. № 3. С. 65-71. (0,4 друк, арк.)

6. Гаврилова Л.В. Напрями розвитку державного фінансового контролю в Україні. Фінансова політика у системі соціально-економічного розвитку України: матеріали Всеукр. наук.-практ. конф. (м. Київ,13-14 квітня 2016 р.). Київ : КНТЕУ, 2016. С. 112-115. (0,3 друк, арк.)

7. Гаврилова Л.В. Розвиток системи планування видатків бюджету. Глобалізаційні виклики розвитку національних економік: матеріали Міжнар. наук-практ. конф. (м. Київ, 19 жовтня 2016 р.). / відп. ред. АА.Мазаракі. К.: КНТЕУ, 2016.4.2. С.62-71. (0,6 друк, арк.)

8. Гаврилова Л.В. Інституційні засади розвитку системи державного фінансового контролю в Україні. Фінансова політика як складова економічного розвитку. Всеукр. наук.-практ. конф. (м. Київ, 12-13 квітня 2017 р.). Київ : КНТЕУ, 2017. С. 109-112. (0,3 друк, арк.)

9. Гаврилова Л.В. Планування видатків як складова бюджетного процесу. Сучасні механізми забезпечення соціально-економічної безпеки на макро- та мікрорівнях: матеріали Міжнар. наук.-практ. конф. (м. Дніпро, 19 травня 2017 р.). Дніпро : Університет митної справи та фінансів, 2017. С. 247-249. (0,2 друк, арк.)

10. Гаврилова  Л.В. Державний  фінансовий  контроль   в   умовах інституційних перетворень. Фінансова система України в умовах економічних перетворень: матеріали Всеукр: наук.-практ. конф: (м.Київ, 18-19 квітня 2018 р.). Київ : КНТЕУ, 2018. С. 113-116.(0,3 друк, арк.)

11. Гаврилова Л.В. Бюджетне регулювання економічного розвитку. Пріоритетні напрями розвитку економіки: нові реалії та можливості в умовах євроінтеграції: матеріали Міжнар. наук.-практ. конф. (м. Запоріжжя, 12 травня 2018 р.). Запоріжжя: ЗДІА, 2018. С. 104-109. (0,4 друк, арк.)

12. Гаврилова Л.В. Бюджетна складова розвитку економічних відносин. Трансформація національної економіки в контексті реалізації євроінтеграційної стратегії: матеріали Міжнар. наук.-практ. конф. (м.Миколаїв, 24 травня 2018 р.). Миколаїв : МНУ, 2018. С. 54-58. (0,3 друк, арк.)

13. Гаврилова Л.В. Бюджетна система як інструмент розвитку суспільства. Перспективні напрями розвитку національної економіки в умовах змін ринкового середовища: проблеми та перспективи: матеріали Всеукр. наук.-практ. конф. (м. Одеса, 19 січня 2019 р.). Одеса : ЦЕДР, 2019.С. 57-60. (0,3 друк, арк.)

14. Гаврилова Л.В. Бюджетна політика в умовах інституційних перетворень економіки. Сучасний стан та перспективи розвитку економіки, обліку, менеджменту, фінансів та права: матеріали Міжнар. наук.-практ. конф. (м. Полтава, 26 січня 2019 р.). Полтава : ЦФЕНД, 2019. Ч. 7. С. 9-11. (0,2 друк, арк.)

15. Гаврилова Л.В. Стратегія розвитку аудиту в умовах глобалізації економічних відносин. Державний фінансовий аудит: механізм та перспективи формування: матеріали Міжнар. наук.-практ. конф. (м. Київ, 31 березня – 01 квітня 2016 р.). Київ: КНТЕУ, 2016, С. 145-147. (0,2 друк. арк.).